# Maria Mello
Maria Mello (* 2. Juni 1994) ist eine uruguayische Leichtathletin.

## Karriere
Mello ist im Speerwurf aktiv. Sie stammt aus Fray Bentos und gehört dem Leichtathletikverband des Departamento Río Negro an. Bereits als 15-Jährige verbesserte sie im April 2010 in Uberlandia beim Qualifikationsturnier für die Olympischen Jugend-Sommerspiele 2010, das sie als Drittplatzierte beendete, ihren schon im Dezember 2008 bei den Schüler-Südamerikaspielen 2008 in Montevideo aufgestellten nationalen Rekord im Speerwurf von 38,90 Metern auf 40,05 Meter. Bei den Jugendsüdamerikameisterschaften 2010 im Oktober in Santiago gewann die von Milton Cardozo trainierte Mello den Titel und stellte mit 42,42 Metern eine erneute nationale Rekordmarke auf. Sie nahm an den Jugendweltmeisterschaften 2011 im französischen Lille teil und belegte dort den 9. Platz. Den Speer warf sie im Finale des Wettbewerbs auf 46,62 Meter. Bei den Uruguayischen Meisterschaften 2011 gewann sie im November jenes Jahres mit einer Weite von 40,51 Metern den Titel. Knapp zwei Jahre später gewann sie bei den Juniorensüdamerikameisterschaften 2013 in Argentinien mit 15 Zentimetern Vorsprung vor der Brasilianerin Edivania dos Santos Araujo den Titel. Dabei stellte sie dort am 19. Oktober 2013 mit 50,27 Meter Metern in Resistencia einen Uruguayischen U20-Rekord auf, der ebenso nach wie vor (Stand: 15. Juni 2015) als nationale Bestmarke Gültigkeit besitzt wie ihr im Folgejahr aufgestellter Uruguayischer Rekord. Diesen hat sie seit dem 27. Februar 2014 mit erzielten 51,68 Metern inne. 2014 nahm sie mit der uruguayischen Mannschaft auch am Panamerikanischen Sportfestival (Festival Deportivo Panamericano) in Mexiko teil. Im Wettbewerb erzielte sie eine Weite von 51,04 Metern und erreichte damit den 5. Platz. Bei den Iberoamerikanischen Meisterschaften jenes Jahres in São Paulo hatte sie im Finale lediglich zwei gültige Versuche und belegte mit 43,83 Metern den 6. Platz. Im April 2015 gewann sie die Goldmedaille im Speerwurf beim Grand Prix Sudamericano (Torneo Darwin Piñeyrúa) in Montevideo.

## Erfolge
- Jugendsüdamerikameister 2010 – Speerwurf
- Uruguayischer Meister 2011 – Speerwurf
- Juniorensüdamerikameister 2013 – Speerwurf

## Persönliche Bestleistungen
- Speerwurf: 51,68 Meter, 27. Februar 2014, Santa Fe